# Stráž nad Ohří
Stráž nad Ohří település Csehországban, a Karlovy Vary-i járásban. Stráž nad Ohří Hradiště, Krásný Les, Vojkovice, Loučná pod Klínovcem, Okounov és Perštejn településekkel határos. Lakosainak száma 560 fő (2024. január 1.).

## Népesség
A település lakosságának változását az alábbi diagram mutatja:
| Lakosok száma | 1957 | 2098 | 2194 | 1087 | 740  | 589  | 597  | 613  | 553  | 560  |
|               | 1869 | 1900 | 1921 | 1961 | 1980 | 2011 | 2016 | 2019 | 2021 | 2024 |